# Championnat de France de billard carambole cadre 47/1
Le Championnat de France billard carambole au Cadre 47/1 est organisé chaque saison par la Fédération française de billard. 

## Palmarès

### Année par année
Liste des champions de France de la FFB au cadre 47/1,,.
| Année       | Ville hôte                 | Joueur                    | Moyenne Générale   |
| ----------- | -------------------------- | ------------------------- | ------------------ |
| 1931        | Paris                      | Jean De Gasparin (1)      | 9,47               |
| 1932        | Paris                      | Jean Albert (1)           | 11,18              |
| 1933        | Paris                      | Jacques Davin (1)         | 9,20               |
| 1934        | -                          | Charles Faroux (2)        | 8,57               |
| 1935        | Marseille                  | Jean Albert (2)           | 18,07              |
| 1936        | Paris                      | Jean Albert (3)           | 11,65              |
| 1937        | Paris                      | Jean De Gasparin (2)      |                    |
| 1938        | -                          | -                         | -                  |
| 1939 à 1945 | Pas de championnat         | Pas de championnat        | Pas de championnat |
| 1946        | Paris                      | Jean Albert (4)           | 14,43              |
| 1947        | -                          | -                         | -                  |
| 1948        | -                          | -                         | -                  |
| 1949        | -                          | -                         | -                  |
| 1950        | -                          | -                         | -                  |
| 1951        | -                          | -                         | -                  |
| 1952        | -                          | -                         | -                  |
| 1953        | -                          | -                         | -                  |
| 1954        | -                          | -                         | -                  |
| 1955        | -                          | -                         | -                  |
| 1956        | -                          | -                         | -                  |
| 1957        | -                          | -                         | -                  |
| 1958        | -                          | -                         | -                  |
| 1959        | -                          | -                         | -                  |
| 1960        | -                          | -                         | -                  |
| 1961        | -                          | -                         | -                  |
| 1962        | -                          | -                         | -                  |
| 1963        | Mâcon                      | Jacques Grivaud (1)       | 15,51              |
| 1964        | Nantes                     | Jean Galmiche (1)         | 10,58              |
| 1965        | Ablon                      | Maurice Coyret (1)        | 9,51               |
| 1966        | Paris                      | Jean Marty (1)            | 36,36              |
| 1967        | Nantes                     | Jean Marty (2)            | 37,50              |
| 1968        | Nantes                     | Jean Marty (3)            | 24,65              |
| 1969        | Nice                       | Jean Galmiche (2)         | 10,93              |
| 1970        | Rennes                     | Roland Dufetelle (1)      | 18,94              |
| 1971        | Paris                      | Roland Dufetelle (2)      | 25,00              |
| 1972        | Nantes                     | Francis Connesson (1)     | 19,23              |
| 1973        | Ablon                      | Roland Dufetelle (3)      | 16,21              |
| 1974        | Ablon                      | Roland Dufetelle (4)      | 20,38              |
| 1975        | Toulouse                   | Francis Connesson (2)     | 23,43              |
| 1976        | Bois-Colombes              | Francis Connesson (3)     | 26,31              |
| 1977        | Argenteuil                 | Francis Connesson (4)     | 32,91              |
| 1978        | Argenteuil                 | Francis Connesson (5)     | 24,65              |
| 1979        | Bois-Colombes              | Francis Connesson (6)     | 30,25              |
| 1980        | Argenteuil                 | Francis Connesson (7)     | 31,25              |
| 1981        | Saint-Maur-des-Fossés      | Francis Connesson (8)     | 18,12              |
| 1982        | Nice                       | Francis Connesson (9)     | 22,72              |
| 1983        | -                          | -                         | -                  |
| 1984        | Bruay-sur-l'Escaut         | Louis Edelin (1)          | 13,35              |
| 1985        | -                          | -                         | -                  |
| 1986        | L'Haÿ-les-Roses            | Jean Arnaud (1)           | 15,97              |
| 1987        | -                          | -                         | -                  |
| 1988        | -                          | -                         | -                  |
| 1989        | Angers                     | Louis Edelin (2)          | 14,29              |
| 1990        | Annecy                     | Paul Couespel (1)         | 12,53              |
| 1991        | -                          | -                         | -                  |
| 1992        | Mandelieu-la-Napoule       | Jean Arnaud (2)           | 19,43              |
| 1993        | Agen                       | Marc Massé (1)            | 29,16              |
| 1994        | Verdun-sur-Garonne         | Louis Edelin (3)          | 21,44              |
| 1995        | Saint-Maur-des-Fossés      | Louis Edelin (4)          | 21,17              |
| 1996        | Paris                      | Louis Edelin (5)          | 23,79              |
| 1997        | Rouen                      | Patrick Dupont (1)        | 19,76              |
| 1998        | Brest                      | Marc Massé (2)            | 33,16              |
| 1999        | Lyon                       | Patrick Dupont (2)        | 18,47              |
| 2000        | Eckbolsheim                | Louis Edelin (6)          | 28,29              |
| 2001        | Hellemmes-Lille            | Xavier Carrer (1)         | 14,81              |
| 2002        | Rivesaltes                 | Louis Edelin (7)          | 25,81              |
| 2003        | Arcachon                   | Jean-François Florent (1) | 12,10              |
| 2004        | Douarnenez                 | Eric Castaner (1)         | 23,05              |
| 2005        | Garges-lès-Gonesse         | Jean Arnaud (3)           | 11,21              |
| 2006        | Faches-Thumesnil           | David Jacquet (1)         | 20,89              |
| 2007        | Schiltigheim               | Jérémie Picart (1)        | 18,68              |
| 2008        | Mâcon                      | Pierre Soumagne (1)       | 20,34              |
| 2009        | Ronchin                    | Jean-François Florent (2) | 16,22              |
| 2010        | Castres                    | Mikaël Devogelaere (1)    | 19,51              |
| 2011        | Schiltigheim               | Pierre Soumagne (2)       | 28,31              |
| 2012        | Ozoir-la-Ferrière          | Pierre Soumagne (3)       | 22,86              |
| 2013        | Saint-Maur-des-Fossés      | Jérémie Picart (2)        | 15,09              |
| 2014        | Ronchin & Faches-Thumesnil | Jérémie Picart (3)        | 16,00              |
| 2015        | Vinon-sur-Verdon           | Brahim Djoubri (1)        | 12,16              |
| 2016        | Courbevoie                 | Johann Petit (1)          | 26,67              |
| 2017        | Oissel                     | Pascal Dessaint (1)       | 15,53              |
| 2018        | Macon                      | Pascal Dessaint (2)       | 15,63              |
| 2019        | Soissons                   | Jean-François Florent (3) | 21,19              |
| 2020        | Covid-19                   | Covid-19                  | Covid-19           |
| 2021        | Covid-19                   | Covid-19                  | Covid-19           |
| 2022        | Ronchin                    | Johann Petit (2)          | 14,47              |
| 2023        | Ronchin                    | Willy Gérimont (1)        | 28,55              |
| 2024        | Ronchin                    | Willy Gérimont (2)        | 16,94              |

## Records

### Record de Moyenne Générale
| Joueur     | Année | Moyenne Générale |
| ---------- | ----- | ---------------- |
| Jean Marty | 1967  | 37,50            |

### Record de victoire
| Joueur                | Nombre de victoires |
| --------------------- | ------------------- |
| Francis Connesson     | 9                   |
| Louis Edelin          | 7                   |
| Jean Albert           | 4                   |
| Roland Dufetelle      | 4                   |
| Jean Marty            | 3                   |
| Jean Arnaud           | 3                   |
| Jérémie Picart        | 3                   |
| Pierre Soumagne       | 3                   |
| Jean-François Florent | 3                   |
| Patrick Dupont        | 2                   |
| Marc Massé            | 2                   |
| Willy Gérimont        | 2                   |
| Jean Galmiche         | 2                   |
| Jean De Gasparin      | 2                   |
| Charles Faroux        | 2                   |
| Pascal Dessaint       | 2                   |
| Johann Petit          | 2                   |
| Brahim Djoubri        | 1                   |
| Mikaël Devogelaere    | 1                   |
| David Jacquet         | 1                   |
| Eric Castaner         | 1                   |
| Xavier Carrer         | 1                   |
| Jacques Davin         | 1                   |
| Paul Couespel         | 1                   |
| Maurice Coyret        | 1                   |
| Jacques Grivaud       | 1                   |